# Hemmema

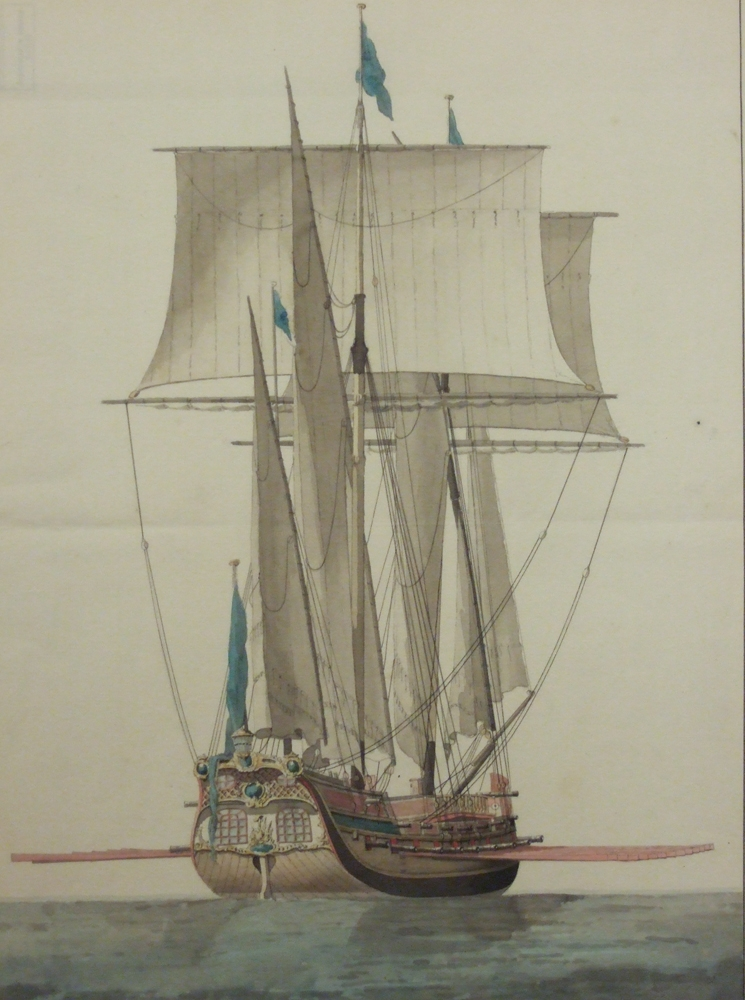
Samtida färgteckning av hemmeman Oden, den första av fartygstypen som byggdes

En hemmema (av finska Hämeenmaa, Tavastland) var en fartygstyp som ingick i den svenska skärgårdsflottan. Den var utrustad med tre master med ett delat latinsegel på vardera, hade två däck, fjorton årpar och 220 mans besättning. Längden var 32,7 meter, bredden 10 meter och djupgåendet var 2,7 meter. De var emellertid för tunga att ros med någon större framgång, och var på grund av sitt blygsamma djupgående rätt dåliga seglare, så konstruktören, Fredrik Henrik af Chapman, ritade dels en serie mindre kanonbåtar, och dels något större, som fortsättning på Hemmema-serien. Fartygen var ändå något av en innovation, då Chapman var den första sedan vikingatiden att inse att Östersjöns skärgårdar inte är lämpliga att navigera med stora linjeskepp och fregatter.
Bestyckningen bestod av arton stycken tolvpundiga och fyra stycken trepundiga kanoner samt sexton stycken trepundiga nickhakar. 
1790 sjösattes en andra omgång av hemmeman. Dessa skiljde sig i hög grad från den första generationens hemmema bland annat genom att de var både större och kraftigare bestyckade. Båtarna i den nya varianten var 43,4 meter långa, 10,7 meter breda och hade ett djupgående på tre meter. De var utrustade med tjugo årpar. Bestyckningen utgjordes av tjugofyra trettiosexpundiga och två stycken tolvpundiga kanoner.
Den har i senare litteratur grupperats med andra fartyg specialbyggda för användning i skärgård under namnet skärgårdsfregatt.

## Bakgrund

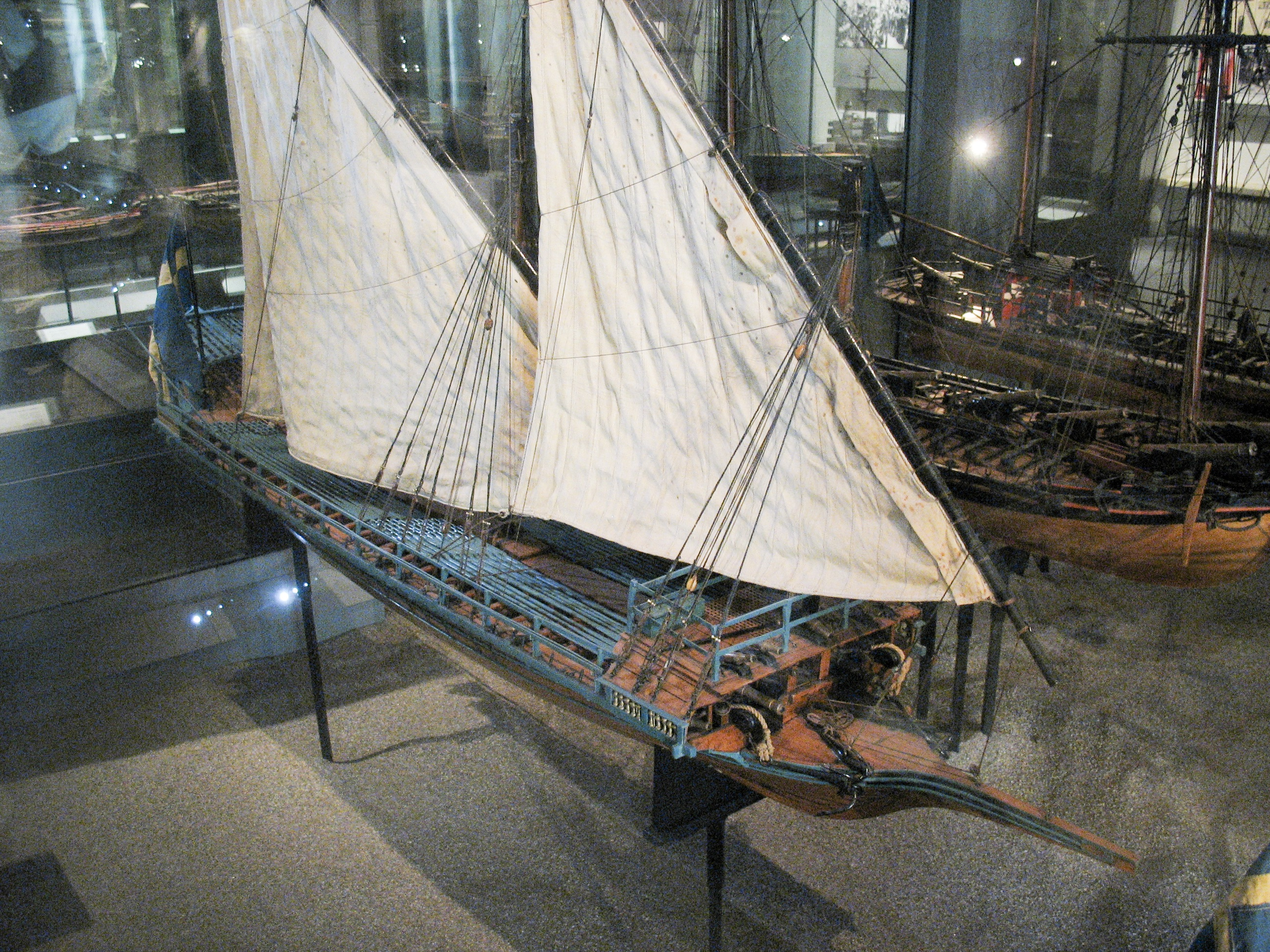
Samtida modell av en svensk galär från mitten av 1700-talet, den svenska kustflottans främsta vapen.

I början av 1700-talet etablerade sig Ryssland under Peter den store för första gången som en stor makt med inflytande i Östersjön och utmanade därmed Sveriges dominans i regionen. Vid den här tiden tillhörde hela Finland, stora delar av Baltikum och spridda områden i Nordtyskland Sverige, ett välde som hölls ihop av Östersjöns sjörutter.
Tsar Peter grundade 1703 Sankt Petersburg som ny huvudstad och framskriden flottbas. Under stora nordiska kriget (1700-1721) förlorade Sverige sina besittningar i Baltikum till Ryssland och utsattes för de så kallade rysshärjningarna längs östkusten. Ryska galärstyrkor färdades via den kedja av skärgårdar som gick från Bottenviken till Stockholms skärgård och utförde räder och brände ner städer och gårdar från Norrköping ända upp till Umeå. Härjningarna var en traumatisk upplevelsen som ledde till att man grundade kustflottiljer utrustade med grundgående fartyg. De tidigaste använde mindre varianter av det traditionella krigsfartyget från Medelhavet, galären. De flesta liknade galjoter och kompletterades med skottpråmar, flatbottnade båtar utrustade med en kanon. Det svenska nederlaget i kriget mot Ryssland 1741-43 och den begränsade inblandningen i Preussen under sjuårskriget visade på behovet av att ytterligare utöka kustflottan och att utveckla mer specialiserade fartyg. 
Traditionella galärer var effektiva som trupptransportfartyg för amfibieoperationer, men hade svag beväpning, särskilt i relation till den stora bemanningen: en galär med en besättning på 250 man, varav nästan samtliga var roddare, hade vanligtvis bara en 24-punds kanon och två 6-pundare, samtliga i fören. De var odäckade och manskapet saknade skydd mot väder och vind, något som ledde till svåra förluster till sjukdomar under kriget 1741-43. Den svenska krigsmakten lade ner stora resurser på den nya skärgårdsflottan, en egen organisation som lydde under armén. När den grundades 1756 fick den namnet arméns flotta, men den åtnjöt en hög grad av självständighet och lockade till sig en social och kulturell elit som var under Gustav III:s beskydd efter att han stärkt sin makt som monark i en statskupp 1772.
Flera nya fartygstyper utvecklades av skeppsbyggaren Fredrik Henrik af Chapman för att öka den nya vapengrenens slagkraft, förse den med bättre försvarsmöjlighet och effektivare eldunderstöd vid amfibieoperationer. Arbetet ledde till utvecklingen av fyra nya fartygstyper som kombinerade rörligheten hos årdrivna galärer med segelfartygens överlägsna rigg och skydd för besättningen: udema, pojama, hemmema och turuma, uppkallade efter de historiska finska landskapen Uusimaa (Nyland), Pohjanmaa (Österbotten), Hämeenmaa (Tavastland) och området Turunmaa (Åboland). Samtliga fyra har senare kallats "skärgårdsfregatter", även om udeman och pojaman har fått beteckningen "skärgårdskorvetter".

## Konstruktion

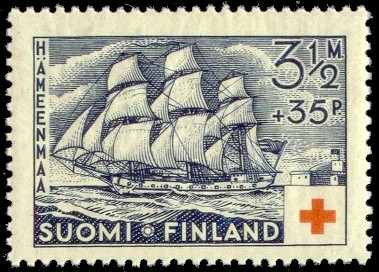
Hemmeman Styrbjörn avbildad på ett finländskt frimärke från 1937.

Hemmeman och den snarlika turuman var det fartyg i skärgårdsflottan som bäst representerade namnet "skärgårdsfregatt". Den delade många egenskaper med mindre traditionella fregatter med en låg profil utan upphöjd back (främre delen av skrovet) och utan poopdäck i aktern. Den hade tre master som till en början var riggade med trekantiga latinsegel, samma som på galärer, men fick sedan en mer konventionell fregattrigg med fyrkantiga råsegel.  Den första hemmeman, Oden, byggdes 1764 och var c. 33 m lång och 8,5 m bred med ett djupgående på 3 m. De tidigaste versionerna kunde ros med 14 par åror med fyra man per år. Roddarna satt på kanondäcket med årorna mellan kanonportarna, vilket gjorde att årornas hävstångsverkan var mycket närmare vattenlinjen i jämförelsen med turuman där roddarna satt på övre däck, ovanför kanondäcket. Årtullarna (stödanordningarna som årorna vilade på) var monterade på utriggare som gav en ökad hävstångseffekt. Trots det var hemmeman långsam vid rodd, särskilt i motvind. I lugnt väder var medelhastigheten vid rodd så låg som en halv knop. De var långsammare än vanliga segelfartyg, men seglade betydligt bättre än galärer.
Under Gustav III:s ryska krig 1788-90 byggdes tre hemmemor av en ny typ. De var betydligt större än de tidigare fartygen: 44,5 m långa och 11 m breda och antalet åror ökades till hela 20 par. De var också bland de tyngst beväpnade skeppen i hela flottan. Artilleriofficeren Carl Fredric Aschling hade samarbetat med Chapman för att utöka beväpningen till 22 36-pundare och två 12-pundare, vilket ökade djupgåendet med ca 30 cm.
Den tyngre beväpningen var möjlig tack vare diagonala balkar som förstärkte skrovet och gjorde det möjligt för de senare hemmemorna att ha kanoner som var tyngre än de största fregatterna i den ordinarie flottan. På grund av de tunga kanonerna och storleken har de beskrivits som ”superskärgårdsfregatter” av marinhistorikern Jan Glete.
En hemmema var på många sätt mycket lik en turuma. Den huvudsakliga skillnaden var att en hemmema roddes från kanondäcket istället för väderdäcket, vilket gav ökad hävstångseffekt. De senare hemmemafartygen var också betydligt större, tyngre beväpnade och robustare än någon turuma.  Glete har också föreslagit att de ska ses som varianter av samma fartygstyp, särskilt de som byggdes innan kriget 1788-90.
Idén med hybridfregatter som var utrustade med åror var inte ny. Mindre segelfartyg med en full uppsättning åror fanns i engelska flottan redan i mitten av 1500-talet och kallades "galeaser", även om de var väldigt olika de egentliga galeaserna i Medelhavet. Den engelska flottan byggde även enstaka fregatter av ungefär samma storlek som en turuma med en full uppsättning årportar så tidigt som 1660-talet, fast med en rad mindre årportar under kanondäcket. ”Tjebecker”, Östersjöns egna tolkningar av Medelhavets schebecker, hade införts i ryska flottan för kustoperationer tidigare under 1700-talet. Det har föreslagits att dessa kan ha inspirerat Chapman’s nya konstruktioner.

## Tjänstgöring

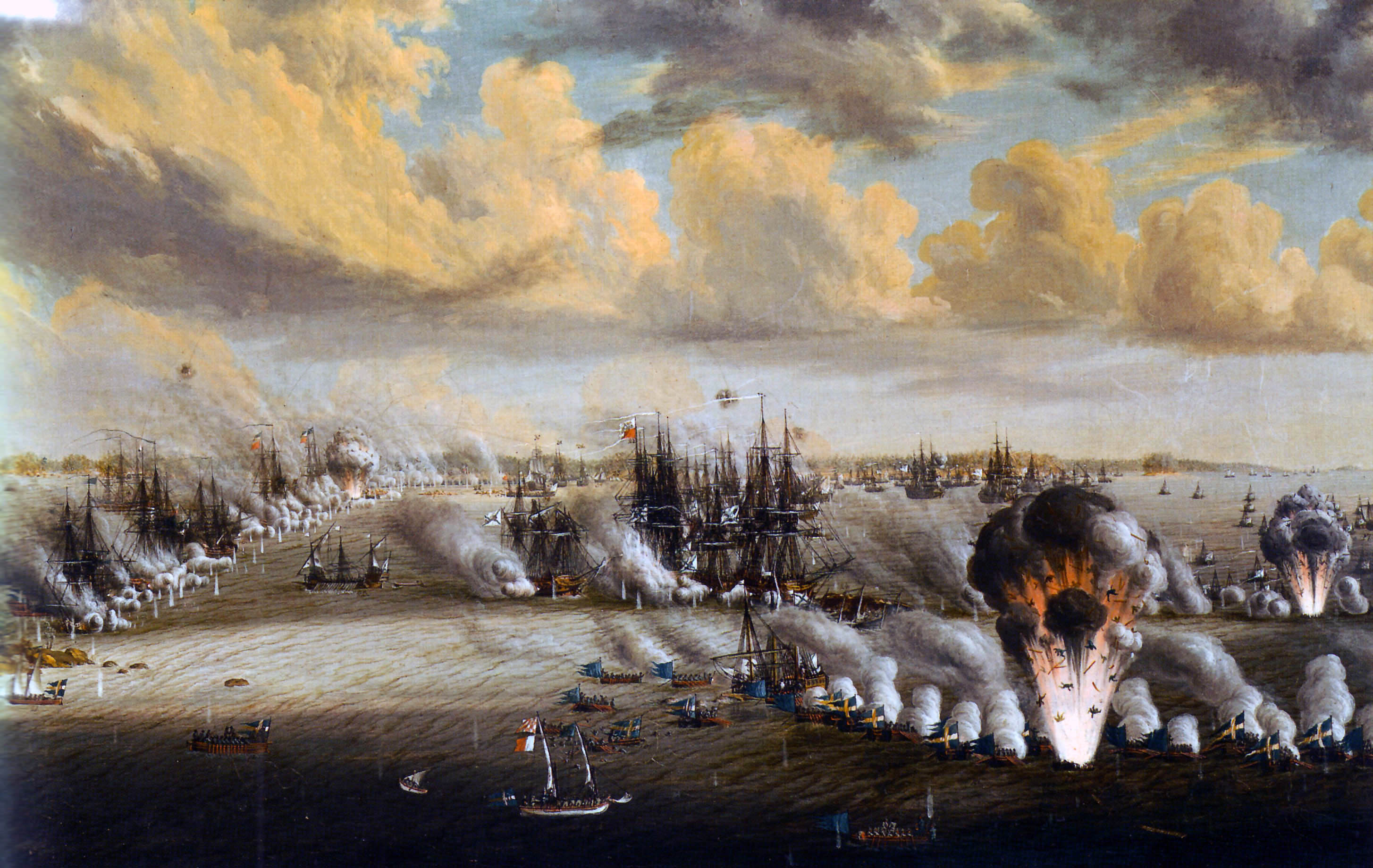
Samtida målning av slaget vid Svensksund där två stora hemmemor deltog

Hemmemafartyg ingick i de finländska skvadronerna i Gustav III:s ryska krig. De användes för att understödja amfibieoperationer och för att utföra räder mot den ryska skärgårdsflottan, samtidigt som de försvarade de svenska styrkornas flank på det finländska fastlandet. Hemmemafartyg deltog i både första och andra slaget vid Svensksund. I första slaget i augusti 1789 komplementerade en hemmema de likartade turumafartygen, och vid det andra slaget utgjorde två stora hemmemafartyg den defensiva mitten i den svenska styrkan och stod för en stor del av den totala eldkraften.
Ytterligare hemmemafartyg byggdes vid fästningen Sveaborg efter att den erövrades av Ryssland 1808. De ryska hemmemafartygen var 43,8 m långa och 10,8 m breda med 32 kanoner; ett byggdes för den ryska Östersjöflottan så sent som 1823.   Ytterligare två byggdes i Sverige 1809 (men med endast 10 par åror), och det fanns planer på bygga om ett av dem till en hjulångare som skulle fungera som ett flytande batteri för kustförsvar, men det blev aldrig av.
Precis som de andra specialbyggda fartygen avsedda för skärgårdsflottan hade hemmeman begränsade fördelar. Dess eldkraft var överlägsen de flesta skärgårdsfartyg, men var inget bra segelfartyg och samtidigt långsam vid rodd.  Med rätt taktik kunde hemmeman var mycket effektiva mot galärer, med samma eldkraft i fören, och en massiv överlägsenhet längs bredsidorna. Om den tog sig in genom fiendens stridslinjer in i en formation med galärer kunde den orsaka stor förödelse, men ingen lyckades genomföra den typen av manöver, så dess optimala taktiska roll förblev oprövad.

## Fartyg

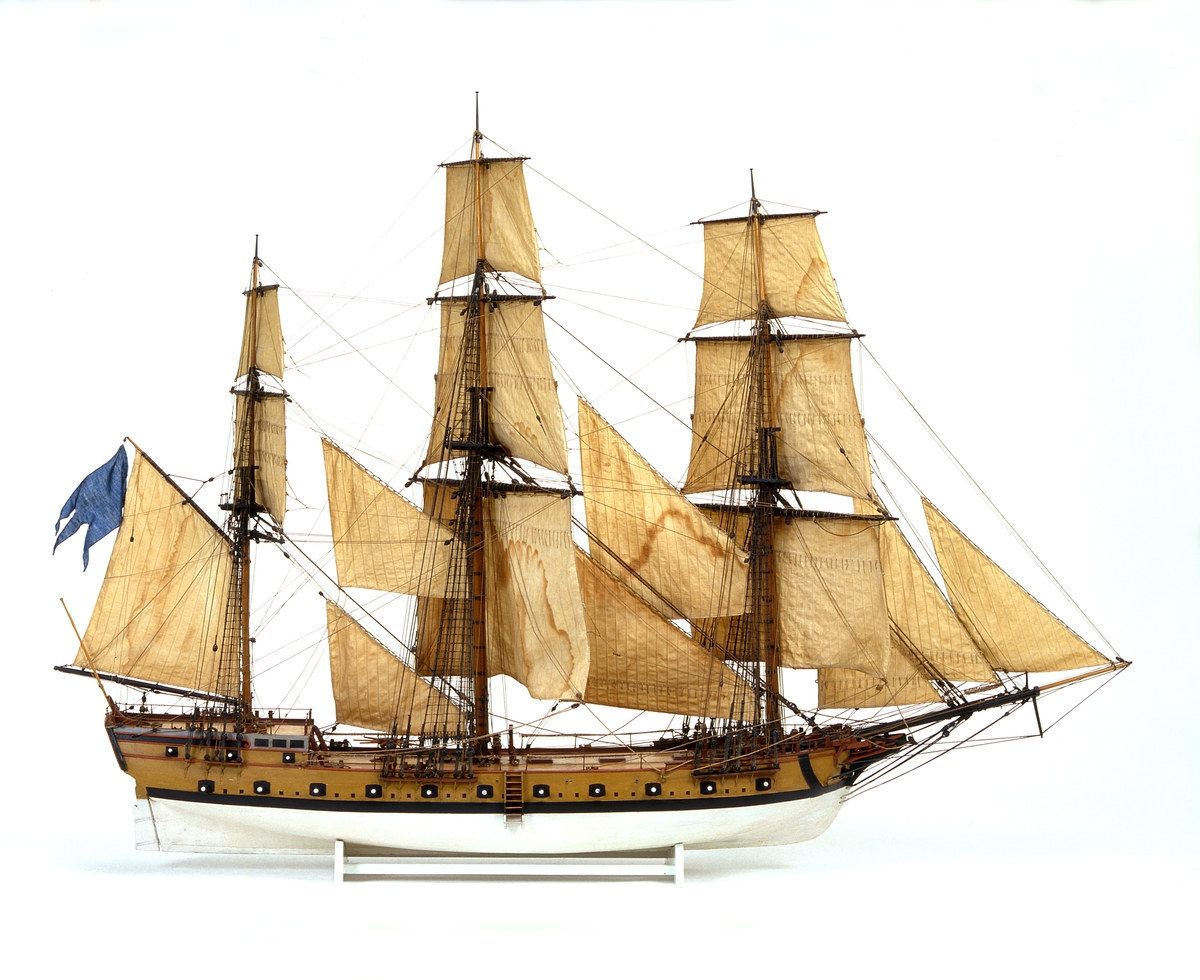
Modell av hemmeman Styrbjörn, utställd på Sjöhistoriska museet.

Sammanlagt byggdes nio hemmemafartyg, varav sex åt den svenska skärgårdsflottan. Ytterligare tre byggdes åt den ryska flottan, två 1809 och en så sent som 1823. De sex svenska fartygen vars namn är kända står nedanför med byggår inom parentes.
- Oden (1764)
- Hjalmar (1790)
- Starkotter (1790)
- Styrbjörn (1790); deltog i viborgska gatloppet 1790 där hon ledde skärgårdsflottans utbrytning genom den ryska blockaden och var del av centern i slaget vid Svensksund.[20] Hon uppkallades efter vikingakungen Styrbjörn den starke. Styrbjörn och systerskeppet Hjalmar låg vid fästningen Sveaborg i maj 1808 när den kapitulerade och föll i ryska händer. Hennes tjänstgöring i ryska flottan var inte långvarig. Natten 17-18 augusti 1808 utförde den svenske kaptenen Otto Gustaf Nordenskjöld och löjtnanten A. Dreijer ett smyganfall med 24 roddbåtar och slupar och lyckades återta Styrbjörn och den mindre jakten Aglae. Fartygen seglade mot svenska hamnar, men Stybjörn gick på grund på ett skär efter ett ryskt anfall. Styrbjörns besättning satte eld på henne efter att de övergett fartyget, och hon totalförstördes när elden nådde krutförrådet.
- Birger Jarl (1809)[21]
- Erik Segersäll (1809)